# Sinksenfeesten

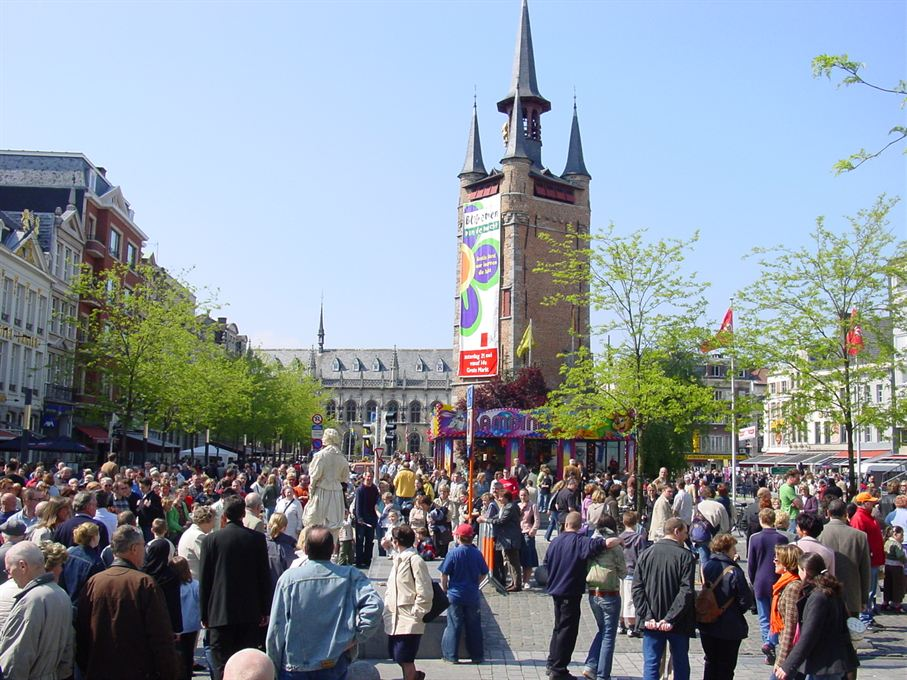
De Grote Markt tijdens de Sinksenfeesten (foto 2003)

De Sinksenfeesten zijn feesten die gedurende het verlengde weekend rond Pinksteren de hele binnenstad van Kortrijk (België) innemen. De Sinksenfeesten vormen reeds decennialang de grootste volksfeesten van Kortrijk, die de volledige binnenstad omtoveren tot een groot feestgebied. Er vinden op talrijke plaatsen optredens plaats, er is straattheater en traditiegetrouw is er op eerste en tweede Pinksterdag telkens een grote rommelmarkt over de volledige binnenstad.

## Verloop
De Feesten worden om 14u geopend door de belleman van Kortrijk. De Sinksenfeesten starten de vrijdag voor Pinksteren en duren tot en met Pinkstermaandag. Aanvankelijk was er ook telkens een Sinksenstoet, maar deze traditie is gaandeweg in onbruik geraakt.
De binnenstad wordt tijdens de Feesten omgetoverd tot een volledig verkeersvrije zone waarin van heinde en verre komende straatartiesten hun muziek, sketches, en/of circusacrobatiek brengen. De hoofdpleinen zijn hierbij de Grote Markt, het Schouwburgplein, het Begijnhofpark, het Vandaleplein, Kortrijk Weide en de Houtmarkt.
Daarnaast zijn er ook de diverse optredens van (inter)nationaal bekende (muziek)artiesten op verschillende (al dan niet overdekte) podia die volledig gratis kunnen worden bijgewoond doordat de stad ze uitnodigt en betaalt.
Een van de vaste ingrediënten van de Sinksenfeesten zijn ook de grote rommelmarkt (een van de grootste rommelmarkten van het land) en jeugdrommelmarkt die de volledige binnenstad inpalmen.
Tijdens de Sinksenfeesten vindt ook telkens een Peperbollenworp plaats op de Grote Markt. De Kortrijkse peperbollen zijn een typische streekspecialiteit, die traditioneel op tweede pinksterdag werden verkocht.

## Festivals binnen de Feesten
Verschillende organisaties zorgen ervoor dat de bezoekers en toeristen tijdens de Feesten ook terechtkunnen op festivals die zich specialiseren in verschillende muziekgenres en diverse kunstvormen. De belangrijkste hierbij zijn:
- Internationaal Straattheaterfestival: een straattheaterfestival op verschillende locaties in de Kortrijkse binnenstad.
- Sinxen Vlas Vegas, muziekfestival dat aanvankelijk startte op en rond de Vlasmarkt, daarna verhuisde naar de Wandelweg aan de Doorniksetunnel en sinds 2010 plaatsvindt in en rond de concertclub De Kreun. De laatste editie vond plaats in 2014.
- New Orleans Courtyard
- Sinksen Track*, muziekoptredens in het Muziekcentrum TraCk*.
- Tacticz Outdoor Festival Gratis muziekfestival die zich specialiseert in alternatieve elektronische muziek.
- Two Days of Street culture: gratis muziekfestival die zich specialiseert in Hiphop

## Voetnoten
1. ↑  Historisch is de Kortrijkse Belleman de man die alle berichten van het stadsbestuur aan de bevolking op straat omriep met een stentorstem (te vgl. met town crier in Angelsaksische landen). De huidige belleman is Peter Caesens
.

## Gerelateerde info
- Officiële site Sinksenfeesten